# Sommer-Paralympics 2008/Teilnehmer (Nigeria)
| stlisierte Goldmedaille | stlisierte Silbermedaille | stlisierte Bronzemedaille |
| ----------------------- | ------------------------- | ------------------------- |
| 4                       | 4                         | 1                         |

Nigeria nahm mit 24 Sportlern an den Sommer-Paralympics 2008 im chinesischen Peking teil.
Die Fahne beim Einmarsch der Mannschaften trug Adekunle Adesoji. Die Athleten gewannen insgesamt neun Medaillen. Erfolgreichste Teilnehmerin wurde die Leichtathletin Eucharia Njideka Iyiazi, die jeweils Gold im Diskuswurf und Kugelstoßen gewann sowie einen sechsten Platz im Speerwurf erreichte.

## Teilnehmer nach Sportart

### Leichtathletik
Frauen
- Goodness Chinasa Duru
- Eucharia Njideka Iyiazi, 2 ×  (Kugelstoßen und Diskuswurf, Klasse F57/58)
- Patricia Ndidiamaka Nnaji

Männer
- Adekunle Adesoji, 1 ×  (100 Meter, Klasse T12)
- Ayuba Cheledi Abdullahi
- Chinedu Silver Ezeikpe
- Godwin Joseph Mbakara
- Austin Poland Oritshe
- Olusegun Francis Rotawo
- Ifechi Kingsley Uzoefuna
- Bashiru Yunusa

### Powerlifting (Bankdrücken)
Frauen
- Grace Ebere Anozie, 1 ×  (Gewichtsklasse über 82,50 kg)
- Lucy Ogechukwu Ejike, 1 ×  (Gewichtsklasse bis 48 kg)
- Patience Aghimile Igbiti, 1 ×  (Gewichtsklasse bis 60 kg)
- Amoge Victoria Nneji, 1 ×  (Gewichtsklasse bis 67,50 kg)
- Adedeji Kike Ogunbamowo

Männer
- Obioma Daleth Aligekwe, 1 ×  (Gewichtsklasse bis 100 kg)
- Ruel Ishaku, 1 ×  (Gewichtsklasse bis 48 kg)

### Rollstuhltennis
Männer
- Wasiu Yusuf

### Tischtennis
Frauen
- Faith Chinenye Obiora

Männer
- Tajudeen Agunbiade
- Oluade Egbinola
- Olabiyi Alabi Olufemi
- Nasiru Sule